# Haloceras exquisita
Haloceras exquisita is een slakkensoort uit de familie van de Haloceratidae. De wetenschappelijke naam van de soort is voor het eerst geldig gepubliceerd in 1991 door Warén & Bouchet.